# Município de Watkins (condado de Vance, Carolina do Norte)
Localização da Carolina do Norte nos E.U.A.
O município de Watkins (em inglês: Watkins Township) é um localização localizado no  condado de Vance no estado estadounidense da Carolina do Norte. No ano 2010 tinha uma população de 640 habitantes.

## Geografia
O município de Watkins encontra-se localizado nas coordenadas 36° 17′ 03,53″ N, 78° 29′ 03″ O.